# یاکوب سیلفوربرگ
یاکوب سیلفوربرگ (انگلیسی: Jakob Silfverberg؛ زادهٔ ۱۳ اکتبر ۱۹۹۰) بازیکن هاکی روی یخ اهل سوئد است.
از باشگاه‌هایی که در آن بازی کرده‌است می‌توان به آناهایم داکس اشاره کرد.